# La contemporaine
La Contemporaine (bis 2018: Bibliothèque de documentation internationale contemporaine; BDIC) ist eine französische Bibliothek und zugleich Museum und Archiv, spezialisiert auf die Geschichte des 20. Jahrhunderts. Ihr Sitz ist Nanterre.
Sie geht auf eine private Sammlung zur Geschichte des Ersten Weltkriegs zurück. 1917 dem Staat gestiftet, wurde sie unter dem Namen Bibliothèque et musée de la Guerre (Kriegsbibliothek und Kriegsmuseum) gegründet. Von 1934 bis 2018 hieß sie Bibliothèque de documentation internationale contemporaine (Internationale zeitgenössische Bibliothek und Dokumentation), seit 2018 trägt sie ihren heutigen Namen.
La Contemporaine ist institutionell an die Universität Paris-Nanterre (Universität Paris X) angegliedert.